# 靴篱莺属
靴篱莺属（学名：Iduna）是苇莺科下的一个属。

## 词源
命名者未对靴篱莺属学名Iduna的词源作出阐释，其可能源于拉丁语idoneus（合适的，恰当的）或古希腊语ἰδού（看，发现），亦可能是对古希腊语ἀηδών（夜莺）的一种语音转写。

## 物种列表
- 黄捕蝇莺（英语：African yellow warbler） Iduna natalensis
- 山捕蝇莺（英语：Mountain yellow warbler） Iduna similis
- 靴篱莺 Iduna caligata
- 赛氏篱莺 Iduna rama
- 草绿篱莺 Iduna pallida
- 西草绿篱莺 Iduna pallida